# یواس‌اس کنگره
یواس‌اس کنگره ممکن است به یکی از موارد زیر اشاره داشته باشد:
- یواس‌اس کنگره (۱۷۷۶)
- یواس‌اس کنگره (۱۷۷۷)